# New Hampton (New Hampshire)
New Hampton è un comune degli Stati Uniti d'America facente parte della contea di Belknap nello stato del New Hampshire.